# Раський катепанат
Раський катепанат (грец. Κατεπανάτο της Ρας) або Сербський катепанат (грец. κατεπανίκιον Σερβλίας) — особливо військово-адміністративна одиниця Візантійської імперії (катепанат), яка розташовувалась на Балканському півострові (сучасна Сербія). Отримав назву за містом Рас. Утворено 971 року. Припинила існування 976 року внаслідок повстання болгар на чолі з Комітопулами.

## Історія
У 971 році візантійський імператор Іоанн I після перемог над Першим болгарським царством захопив центральні області Балкани, де його зверхність визнали серби, що до того воювали на боці Візантії проти болгар. Для зміцнення імператорської влади в цьому регіоні було утворено фему-катепанат Рас. Планувалося також використати його територію для подальших наступів на північ Балканського півострова. Втім після смерті імператора у 976 році в Болгарії вибухнуло повстання, в результаті чого ці володіння було втрачено.

## Адміністрація
Точні межі катепанату не відомі, але ймовірно співвідносяться з початковими кордонами жупанства Рашка. На чолі стояв катепан (хоча відома печатка саме стратега Расу) у ранзі протоспафарія з широкими повноваженнями

## Катепани
- Іоанн (971-?)